# Iniuria
In diritto romano L'iniuria era, con la rapina e il furtum, una delle obligationes ex delicto (obbligazioni nascenti da atto illecito).

## Caratteristiche
Consisteva in una qualsiasi offesa di carattere fisico alla persona e, in seguito, anche in un'offesa all'onore e al decoro (ingiuria). In epoca arcaica qualsiasi lesione ed offesa arrecata ad un gruppo familiare determinava la violenta reazione del gruppo stesso; l'esigenza di ripristinare l'equilibrio nei rapporti sociali era limitata unicamente dal principio, morale e religioso, della proporzionalità tra azione difensiva ed offesa.
Solo in seguito, le Leggi delle XII tavole, nel disciplinare il delitto di iniuria arginarono la reazione privata, comminando pene diverse per lesioni, violenze fisiche, dolose e ingiuste, a persone: per il membrum ruptum (cioè in caso di lesione non provocante la rottura delle ossa ma che comunque comporta una lesione es. emorragia) la pena era il taglione, cui la vittima poteva infliggere a l'attore dell'illecito un danno, uguale all'offesa ricevuta.
Per l'os fractum (rottura di ossa) c'era solo una sanzione pecuniaria di 300 assi per una persona libera, 150 per uno schiavo. In seguito quando le sanzioni divennero irrisorie per via della svalutazione della moneta, intervenne il pretore per una considerazione unitaria degli atti dolosi e ingiusti di violenza fisica sulle persone istituendo un’actio iniuriarum, atta a stabilire una pena pecuniaria che il giudice avrebbe stabilito di volta in volta sulla base dell'entità dell'offesa.
Per l'aspetto soggettivo i giuristi non si limitarono ad affermare l'esigenza del dolo, ma richiesero anche la specifica intenzione di recare iniuria. L'actio iniuriarum era infamante, penale e personalissima, intrasmissibile agli eredi sia dal lato passivo sia da quello attivo; la possibilità di esperire predetta azione trova un limite temporale fissato in un anno dall'avvenimento dell'iniuria.